# Viedemerde.fr
Pour les articles homonymes, voir VDM.
viedemerde.fr, souvent cité par son acronyme VDM, est un site web créé en 2008 par  Maxime Valette et Guillaume Passaglia qui recense, sous forme de microblog, des anecdotes de quelques phrases racontant les désagréments de la vie quotidienne. Chaque « vie de merde » est envoyée par un membre du site ou par une personne anonyme, et peut être évaluée et commentée par les autres membres. Environ deux mois après la création du site, Maxime Valette a été rejoint par Guillaume Passaglia. En janvier 2009, le site est décliné en anglais sous l'appellation « F My Life », dit FML.
Les VDM sont réparties en catégories : « Amour », « Animaux », « Argent », « Enfants », « Travail », « Santé », « Sexe » et « Inclassable ».
VDM fait partie des 500 sites les plus visités de France selon Alexa en juin 2013.
À partir d'août 2013, VDM, la série est diffusée sur la chaîne NT1 ;  elle est directement inspirée des anecdotes présentes sur le site.
En 2016, le site et ses dérivés sont rachetés par le groupe Kabo Family.

## Le site en français: Vie de merde (VDM)
Maxime Valette, d'un père maître de conférences en informatique à l’université de Reims et d'une mère professeur de technologie, est programmeur dès l'âge de 8 ans. Guillaume Passaglia est titulaire d'un Deug Mathématiques informatique appliquées aux sciences (Mias) et un master en ingénierie informatique à l’université d’Avignon. Jouant en ligne tous les deux , Valette a l'habitude d'y échanger des blagues, notamment ses mésaventures qu'il ponctue d'un VDM. En janvier 2008, ils décident de les rendre publiques. Maxime Valette, qui a créé le concept, s'occupe de la partie technique et Guillaume Passaglia, son associé, du marketing et du côté « business ».
Un mois après son lancement, le site enregistre environ un millier de visites par jour. En quelques semaines, le site devient célèbre avec l'aide d'un bouche-à-oreille efficace et atteint 40 000 visites quotidiennes au bout de deux mois. Le 21 avril 2008, l'équipe du site passe au Grand Journal. Le 16 octobre, un livre recueillant 850 anecdotes du site paraît (voir infra). D'après The Wall Street Journal, le site est devenu un « phénomène » en France. La requête « viedemerde » se classe en neuvième position des requêtes ayant connu la plus forte augmentation en France sur Google pour l'année 2008,,. Une boutique en ligne a même été lancée, proposant des T-shirts personnalisables, des autocollants et des badges.
En 2011, le chiffre d'affaires du site s'élève à 676 600 €, la société « Beta et compagnie » créée par  Maxime Valette en 2006 et qui édite Vie de merde, comptant sept personnes basées à Paris.
La marque VDM affiche en 2013 un chiffre d’affaires de 1 million d’euros (site F My Life inclus).

### Impacts psychologiques
Pour le psychologue et écrivain suisse Yves-Alexandre Thalmann, « l'auto-dévalorisation des histoires provient d'un désir de reconnaissance » de la part de leurs auteurs. Danielle Rapoport, psychologue, estime quant à elle que le site exprime « un mélange très français de défi et d'anxiété » tandis que le sociologue Pierre Mannoni met, lui, en garde contre le « misérabilisme » qui risque d'enfermer les auteurs des histoires dans l'échec. Par ailleurs, le site ouvre à la moquerie et présente comme « drôle » des situations qui en réalité ne le sont pas et qui peuvent exprimer une souffrance, un mal-être sous-jacent ou des situations dramatiques.

## Autres versions linguistiques

### La version anglaise:F My Life(FML)
F My Life (FML), F pour Fuck, est la déclinaison en anglais du site, mise en ligne le 13 janvier 2009. C'était la troisième fois que l'équipe de Vie de merde tentait de faire marcher sa version anglaise, les deux premières, TodayShitHappens et WhatAFail, ayant eu du mal à faire parler d'elles. Un troisième associé, Didier Guedj, est venu se joindre aux deux fondateurs du site initial. Cette troisième tentative connaît une croissance rapide de son trafic d'après les chiffres d'Alexa.com. Un autre livre est en préparation.

## Ouvrages
- Témoignages choisis par  Maxime Valette et Guillaume Passaglia (ill. Pénélope Bagieu), Vie de merde, Paris, éditions Privé, 16 octobre 2008, 275 p., broché (ISBN 978-2-35076-091-9)
- Julien Azarian, Guillaume Passaglia, Maxime Valette et Didier Guedj, Vie de merde illustrée, Paris, éditions Privé, 8 octobre 2009, 200 p., broché (ISBN 978-2-35076-104-6)

## Émules
Le site Vie de Merde a donné naissance au concept de site VDM-like dont les caractéristiques principales sont le micro-blogging collaboratif et un thème humoristique.